# جيلا شيكيلادزه
جيلا شيكيلادزي هو لاعب كرة قدم جورجي في مركز الدفاع، ولد في 14 سبتمبر 1970 في باطوم في جورجيا. لعب مع أرسنال كييف وسيسكا كييف وليرس ونادي دينامو باتومي.

## وصلات خارجية
- جيلا شيكيلادزي على موقع الاتحاد الدولي (مؤرشف)  (الإنجليزية)
- جيلا شيكيلادزي على موقع الاتحاد الأوربي (الإنجليزية)
- جيلا شيكيلادزي على موقع قاعدة بيانات كرة القدم.إي يو (الإنجليزية)
- جيلا شيكيلادزي على موقع ناشيونال فوتبول تيمز (الإنجليزية)
- جيلا شيكيلادزي على موقع Soccerway.com (الإنجليزية)
- جيلا شيكيلادزي على موقع عالم كرة القدم.نت (الإنجليزية)